# George Coșbuc (okręg Botoszany)
George Coșbuc – wieś w Rumunii, w okręgu Botoszany, w gminie Gorbănești. W 2011 roku liczyła 255 mieszkańców.